# Cap Bonavista
Pour les articles homonymes, voir Bonavista (homonymie).
| \| Cap Bonavista \| Cap Bonavista |
| Cap Bonavista                     |

Le cap Bonavista est une avancée de terre sur la côte est de Terre-Neuve au Canada, au nord de la ville de Bonavista.

## Historique

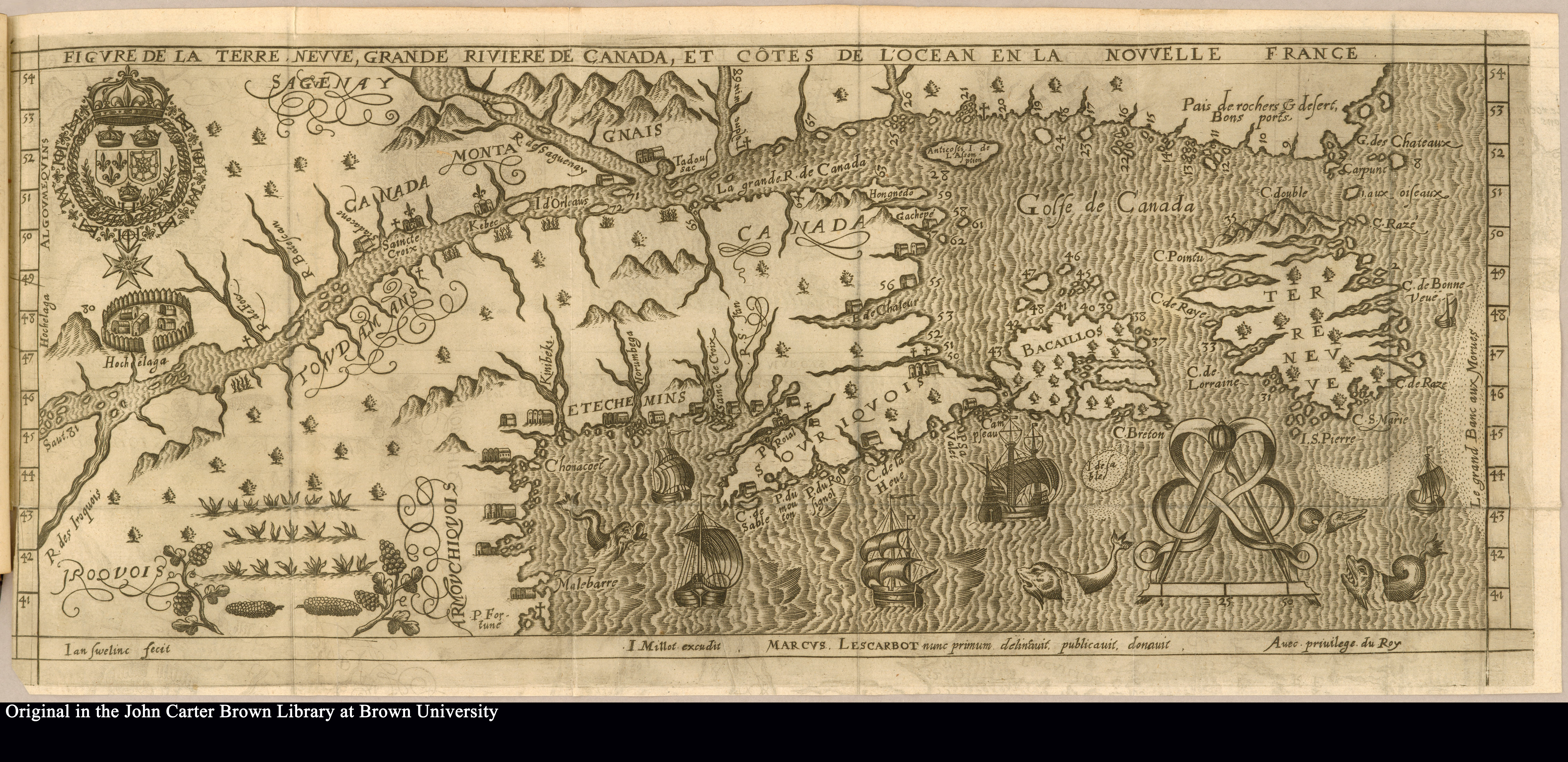
Figvre de la terre nevve, grande riviere de Canada, et côtes de l'ocean en la Novvelle France 1609, carte de Marc Lescarbot de 1609. On peut y remarquer l'emplacement du Cap de Bonne Veuë.

Le navigateur John Cabot y aurait accosté en 1497.
Le cap est signalé par un phare construit en 1843. Ce phare a été reconnu lieu historique provincial en 1970.

## Galerie

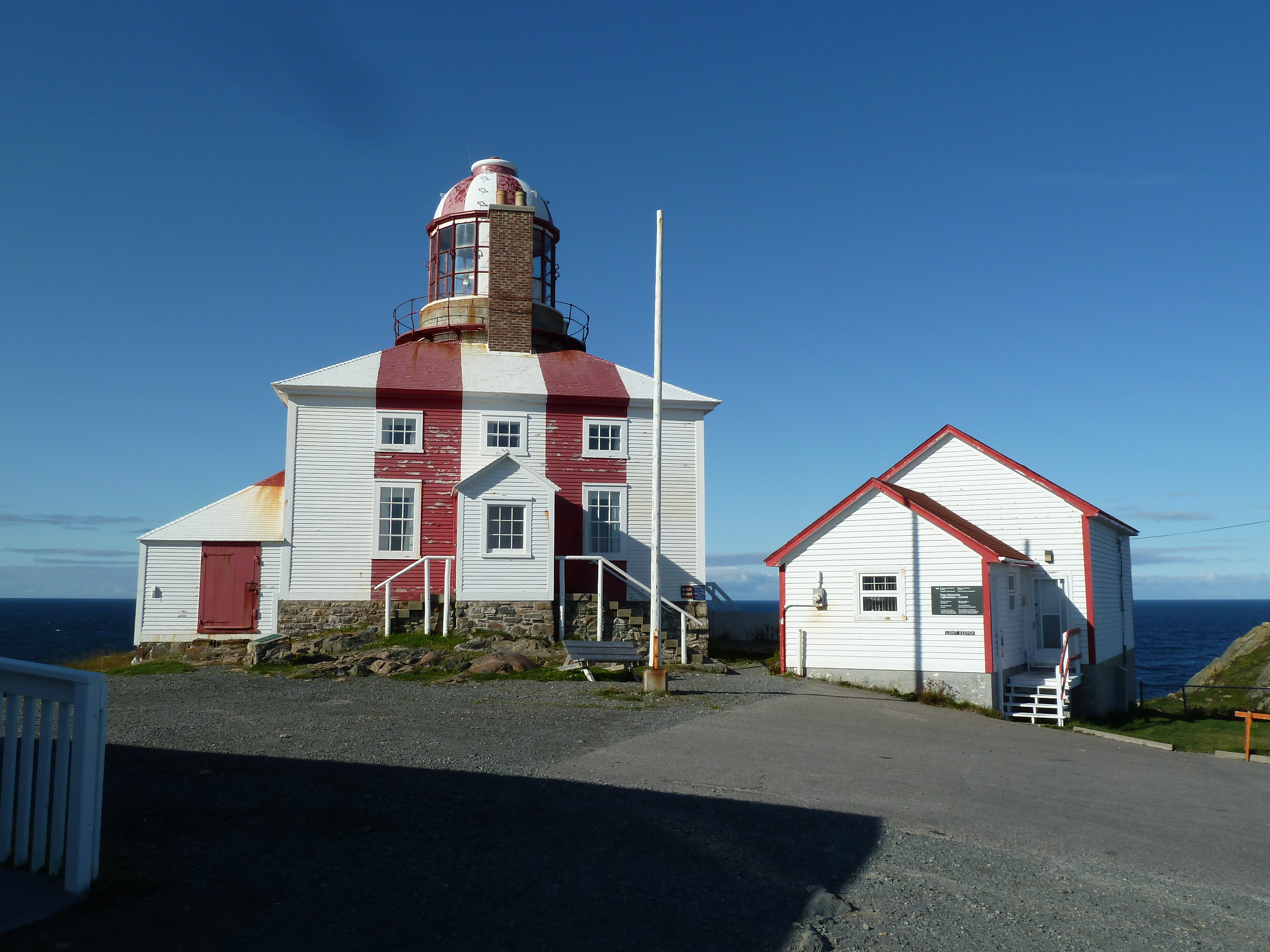
Le phare du cap Bonavista
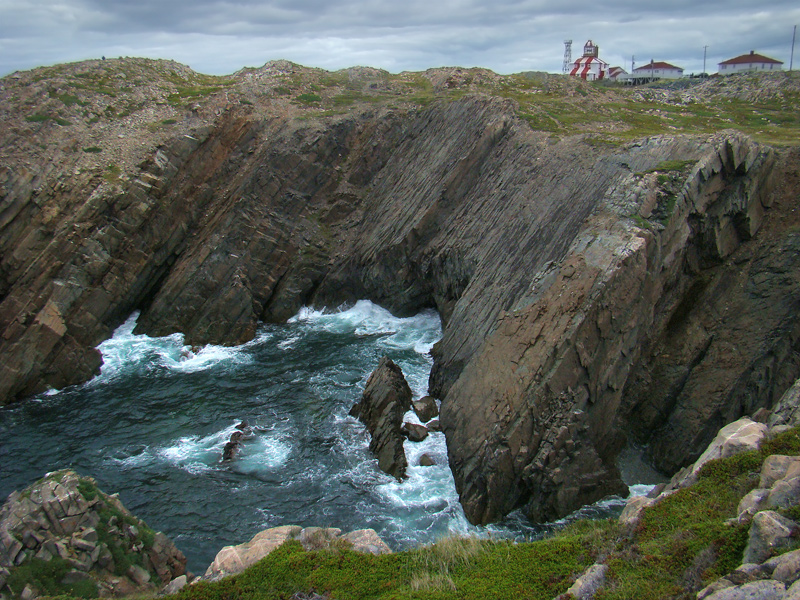
Les falaises près du cap bonavista
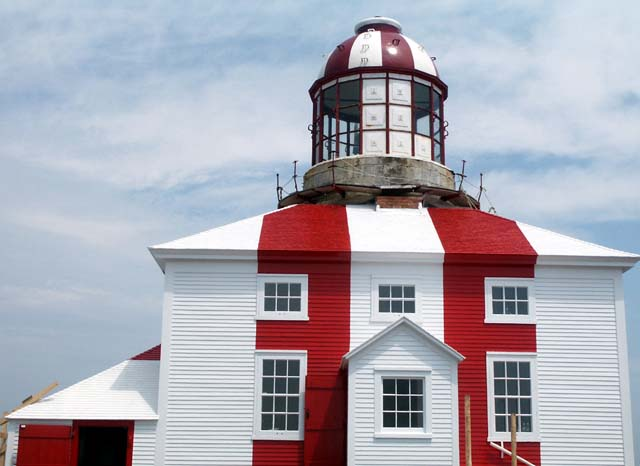
Le phare en 2002